# Данилова, Евдокия Яковлевна
Евдокия Яковлевна Данилова (Дукина) (1929 — ?) — передовик советского сельского хозяйства, звеньевая виноградарского совхоза имени Молотова Министерства промышленности продовольственных товаров СССР, Анапского района Краснодарского края. Герой Социалистического Труда (29.09.1950)..

## Биография
Родилась в 1929 году в станице Гостагаевской Черноморского округа Северо-Кавказского края, ныне Анапский район Краснодарского края. Русская. Девичья фамилия — Дукина.
С 16-летнего возраста участвовала в восстановлении разрушенного в годы Великой Отечественной войны совхоза имени Молотова в Анапском районе. Трудилась в виноградарской бригаде, участвовала в закладке виноградных плантаций.
Вскоре Евдокия Дукина возглавила комсомольско-молодёжное звено в отделении № 4 совхоза имени Молотова. В 1949 году совхоз получил урожай винограда 96,2 центнера с гектара на площади 179 га, а возглавляемое Дукиной звено получило самый высокий урожай винограда в совхозе — 131,3 центнера с гектара на площади 5 гектаров.
Указом Президиума Верховного Совета СССР от 26 сентября 1950 года за получение высоких урожаев винограда при выполнении виноградарскими совхозами плана сдачи государству сельскохозяйственных продуктов в 1949 году и обеспеченности семенами всех культур в размере полной потребности для весеннего сева 1950 года Дукиной Евдокии Андреевне присвоено звание Героя Социалистического Труда с вручением ордена Ленина и золотой медали «Серп и Молот». 
Этим же указом ещё 19 тружеников совхоза имени Молотова были удостоены высокого звания Героя Социалистического Труда, в том числе и директор совхоза имени Молотова Анапского района Краснодарского края П. В. Яворский.
Е. А. Данилова (фамилия по мужу) была самой молодой из 23 Героев Социалистического Труда совхоза (c 1957 года имени Ленина). В последующие годы её звено также добивалось высоких урожаев винограда.
Избиралась в Анапский районный Совет депутатов трудящихся.

## Награды
- Медаль «Серп и Молот» (26.09.1950);
- Орден Ленина (26.09.1950).
- Медаль «В ознаменование 100-летия со дня рождения Владимира Ильича Ленина» (6 апреля 1970)
- Медаль «Ветеран труда»
- и другие.

## Память

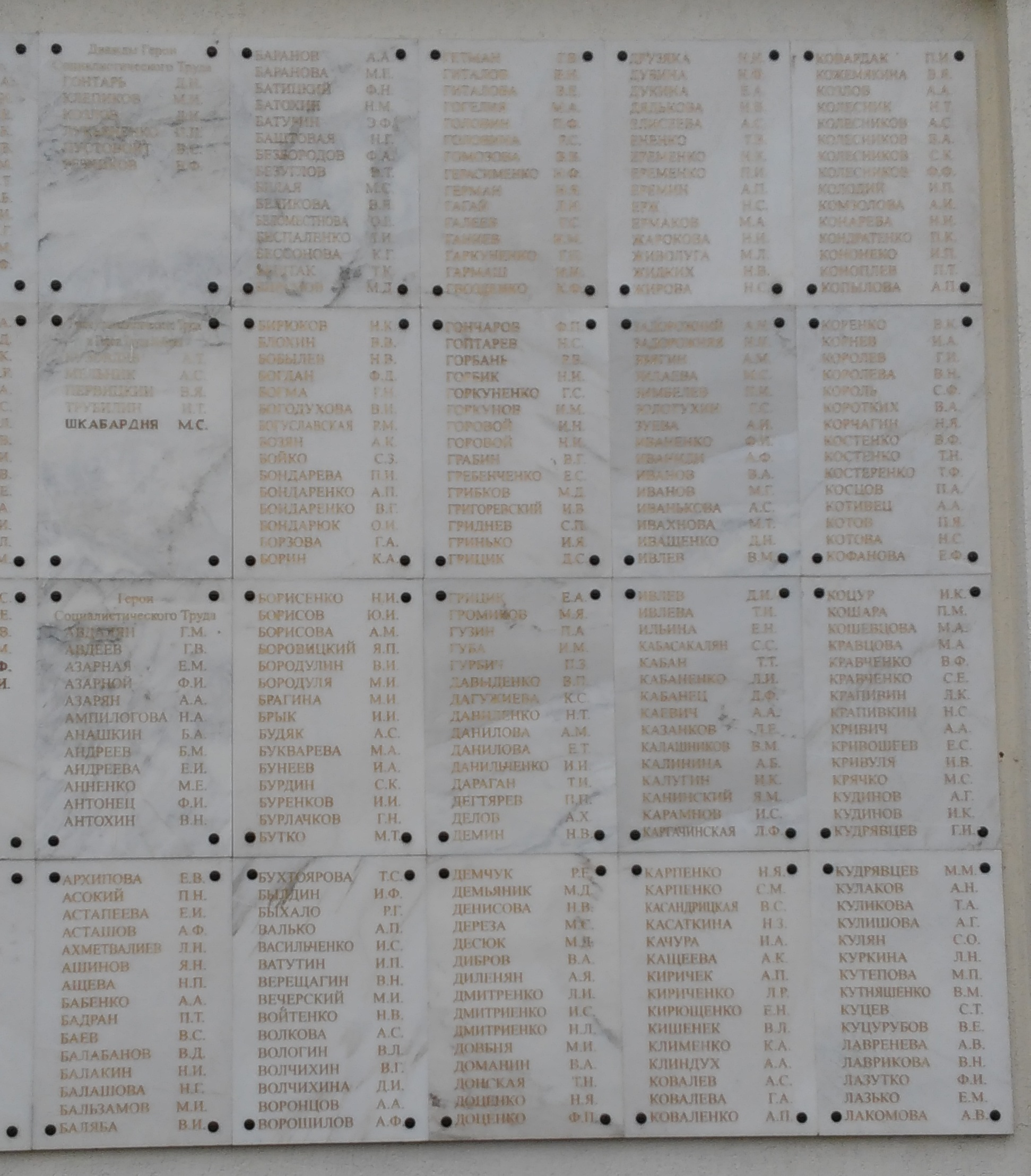

- Имя Героя золотыми буквами вписано на мемориальной доске в Краснодаре.
- Занесена в Книгу Почёта района и на аллею Трудовой Славы Анапского района.